# Одностороння границя

Функція має лівосторонню границю правосторонню границю і значення функції, рівне, у точці

Одностороння границя в математичному аналізі — границя функції дійсної змінної, яка передбачає прямування до граничної точки тільки з одного боку — зліва або справа. Такі границі називають відповідно лівосторонньою границею (або лівою границею) та правосторонньою границею (або правою границею).

## Означення
Існує кілька рівносильних визначень границі функції в точці — серед них є сформульовані Коші та Гейне.
Нехай {\displaystyle A\subset \mathbb {R} }, причому {\displaystyle A\neq \emptyset }, і {\displaystyle x_{0}} — гранична точка множини {\displaystyle A}. У подальшому будемо розглядати функції {\displaystyle f:\,A\to \mathbb {R} }.

### Означення за Коші
Означення правосторонньої границі
Нехай {\displaystyle x_{0}} така гранична точка множини {\displaystyle A}, що існує {\displaystyle \gamma >0} таке, що {\displaystyle (x_{0},x_{0}+\gamma )\subset A}. Число {\displaystyle a} називається правосторонньою границею функції {\displaystyle f} в точці {\displaystyle x_{0}}, якщо для довільного додатного {\displaystyle \varepsilon } існує додатне число {\displaystyle \delta } таке, що для довільного {\displaystyle x\in (x_{0},x_{0}+\delta )} виконується {\displaystyle |f(x)-a|<\varepsilon }.
Правосторонню границю прийнято позначати наступним чином:
{\displaystyle \lim \limits _{x\to x_{0}+}f(x),\ \ \lim \limits _{x\to x_{0}+0}f(x),\ \ \lim _{x\downarrow x_{0}}f(x),\ \ \lim _{x\searrow x_{0}}f(x);}
Означення лівосторонньої границі
Нехай {\displaystyle x_{0}} така гранична точка множини {\displaystyle A}, що існує {\displaystyle \gamma >0} таке, що {\displaystyle (x_{0}-\gamma ,x_{0})\subset A}. Число {\displaystyle a} називається лівосторонньою границею функції {\displaystyle f} в точці {\displaystyle x_{0}}, якщо для довільного додатного {\displaystyle \varepsilon } існує додатне число {\displaystyle \delta } таке, що для довільного {\displaystyle x\in (x_{0}-\delta ,x_{0})} виконується {\displaystyle |f(x)-a|<\varepsilon }.
Для лівосторонньої границі прийняті такі позначення:
{\displaystyle \lim \limits _{x\to x_{0}-}f(x),\ \ \lim \limits _{x\to x_{0}-0}f(x),\ \ \lim _{x\uparrow x_{0}}f(x),\ \ \lim _{x\nearrow x_{0}}f(x).}
Використовуються також наступні скорочення:
- {\displaystyle f\left(x_{0}+\right)} і {\displaystyle f\left(x_{0}+0\right)} для правої границі;
- {\displaystyle f\left(x_{0}-\right)} і {\displaystyle f\left(x_{0}-0\right)} для лівої границі.

### Означення за Гейне
Означення правосторонньої границі
Нехай {\displaystyle x_{0}} така гранична точка множини {\displaystyle A}, що існує {\displaystyle \gamma >0} таке, що {\displaystyle (x_{0},x_{0}+\gamma )\subset A}. Число {\displaystyle p} називається правосторонньою границею функції {\displaystyle f} в точці {\displaystyle x_{0}}, якщо для будь-якої послідовності {\displaystyle \{a_{n}\}_{n=0}^{+\infty }\subset A}, {\displaystyle a_{n}>x_{0}} при {\displaystyle n\in \mathbb {N} }, що збігається до числа {\displaystyle x_{0}}, відповідна послідовність значень функції {\displaystyle \left\{f\left(x_{n}\right)\right\}_{n=1}^{\infty }} збіжна і має границею одне і теж саме число {\displaystyle p}.
Означення лівосторонньої границі
Нехай {\displaystyle x_{0}} така гранична точка множини {\displaystyle A}, що існує {\displaystyle \gamma >0} таке, що {\displaystyle (x_{0}-\gamma ,x_{0})\subset A}. Число {\displaystyle p} називається правосторонньою границею функції {\displaystyle f} в точці {\displaystyle x_{0}}, якщо для будь-якої послідовності {\displaystyle \{a_{n}\}_{n=0}^{+\infty }\subset A}, {\displaystyle a_{n}<x_{0}} при {\displaystyle n\in \mathbb {N} }, що збігається до числа {\displaystyle x_{0}}, відповідна послідовність значень функції {\displaystyle \left\{f\left(x_{n}\right)\right\}_{n=1}^{\infty }} збіжна і має границею одне і теж саме число {\displaystyle p}.
Якщо обидві односторонні границі існують в точці {\displaystyle x_{0}} та рівні в ній, то можна показати, що {\displaystyle \lim \limits _{x\to x_{0}-}f(x)=\lim \limits _{x\to x_{0}+}f(x)=\lim \limits _{x\to x_{0}}f(x)}. Якщо односторонні границі існують в точці {\displaystyle x_{0}}, але не рівні, то границі в точці {\displaystyle x_{0}} не існує. Якщо будь-яка одностороння границя не існує, то і границі також не існує.

## Приклади
Приклад 1: Лівою та правою границями функції {\displaystyle g(x)=-{\frac {1}{x}}} при {\displaystyle x\to 0} є
{\displaystyle \lim _{x\to 0-}{-1/x}=+\infty } та {\displaystyle \lim _{x\to 0+}{-1/x}=-\infty .}
Причина, чому {\displaystyle \lim _{x\to 0-}{-1/x}=+\infty }, в тому, що {\displaystyle x} від'ємний при {\displaystyle x\to 0-}, що в цьому випадку означає, що {\displaystyle -1/x} додатня, тому {\displaystyle \lim _{x\to 0-}{-1/x}} розходиться до {\displaystyle +\infty }.
Аналогічно, {\displaystyle \lim _{x\to 0+}{-1/x}=-\infty }, бо {\displaystyle x} додатній при {\displaystyle x\to 0+}, що в цьому випадку означає, що {\displaystyle -1/x} від'ємна, тому {\displaystyle \lim _{x\to 0+}{-1/x}} розходиться до {\displaystyle -\infty .}

Графік функції

Приклад 2: Одним із прикладів функцій з різними односторонніми границями є {\displaystyle f(x)={\frac {1}{1+2^{-1/x}}},} для якої ліва границя дорівнює {\displaystyle \lim _{x\to 0-}f(x)=0}, а права границя — {\displaystyle \lim _{x\to 0+}f(x)=1.}
Використовуючи попередній приклад, отримуємо:
{\displaystyle \lim _{x\to 0-}2^{-1/x}=+\infty } та {\displaystyle \lim _{x\to 0+}2^{-1/x}=0.}
Тому
{\displaystyle \lim _{x\to 0+}{\frac {1}{1+2^{-1/x}}}={\frac {1}{1+\displaystyle \lim _{x\to 0^{+}}2^{-1/x}}}={\frac {1}{1+0}}=1,}
а {\displaystyle \lim _{x\to 0-}{\frac {1}{1+2^{-1/x}}}=0}, бо знаменник прямує до нескінченності, тобто {\displaystyle \lim _{x\to 0-}(1+2^{-1/x})=+\infty .}
Отже, {\displaystyle \lim _{x\to 0-}f(x)\neq \lim _{x\to 0+}f(x),} а границі {\displaystyle \lim _{x\to 0}f(x)} не існує.